# Viktor Weber von Webenau
Viktor Maria Willibald Weber Edler von Webenau (in der Literatur teilweise auch Victor oder Vittorio) (* 13. November 1861 auf Schloss Neuhaus in Kärnten bei Lavamünd; † 6. Mai 1932 in Innsbruck) war Offizier, zuletzt General der Infanterie der österreich-ungarischen Armee im Ersten Weltkrieg und Vorsitzender der Waffenstillstandskommission Österreich-Ungarns, die mit Italien und der Entente den Waffenstillstand vom 3. November 1918 vereinbarte.

Viktor Weber Edler von Webenau

## Leben
Viktor Weber Edler von Webenau wurde am 13. November 1861 auf Schloss Neuhaus in Kärnten in der Nähe von Lavamünd geboren und verbrachte seine Kindheit in Graz.
Nachdem er die Oberschule in Graz beendet hatte, absolvierte er eine Ausbildung an der nahe gelegenen Infanteriekadettenschule in Liebenau (Graz). Am 12. November 1878 wurde er dem 27. Feldjäger-Bataillon zugeteilt und wurde am 18. August 1879 zum Oberjäger befördert.
Am 1. November 1880 wurde er Leutnant und verblieb bis Oktober 1893 im selben Bataillon. Zwischenzeitlich wurde er am 1. Mai 1886 zum Oberleutnant und am 1. November 1892 zum Hauptmann befördert. Am 1. Oktober 1893 wurde das gesamte 27. Feldjägerbataillon in das Tiroler Kaiserjägerregiment als 16. Feldbataillon eingegliedert; infolgedessen war Hauptmann Weber ab diesem Zeitpunkt Offizier der Kaiserjäger.
Am 10. Jänner 1895 wurde er zum 20. Feldjägerbataillon versetzt, das dann in Tarvis stationiert wurde. Am 2. Mai 1898 wurde er zum Generalstab versetzt, legte erfolgreich die Prüfung zum Major ab und wurde am 1. November 1898 zum Major im Generalstab ernannt. Gleichzeitig wurde er Stabschef der 27. Infanteriedivision in Kaschau.
Nach drei Jahren in dieser Position wurde er am 1. November 1901 zum zweiten Generalstabsoffizier im Hauptquartier des 2. Korps in Wien ernannt und am 1. Mai 1902 zum Oberstleutnant. Um, wie bei Generalstabsoffizieren üblich, zwischendurch immer auch bei der Truppe zu dienen, wurde Weber zum Bataillonskommandant des in Sarajevo stationierten 68. Infanterie-Regiments berufen und am 1. Mai 1905 zum Oberst ernannt. 1905 bekam er das Militär-Verdienstkreuz. Am 18. April 1907 wurde er in Fünfkirchen Regimentskommandant im 69. Infanterieregiment von General Johann Mörk von Mörkenstein.
Dieses bestand, wie schon die Soldaten unter seinen früheren Kommandos, fast ausnahmslos aus Magyaren. Nach seiner erfolgreichen Zeit als Kommandant eines Infanterieregiments wurde er zum Kommandanten der 4. Gebirgsbrigade in Dubrovnik ernannt, die der 47. Infanteriedivision des 16. Armeekorps angehörte.
Er wurde am 1. Mai 1911 zum Generalmajor befördert, nachdem er zuvor mit dem Offizierskreuz des Franz-Joseph-Ordens und dem Orden der Eisernen Krone III. Klasse ausgezeichnet worden war.
Bevor der Erste Weltkrieg ausbrach, wurde Generalmajor Weber am 27. April 1914 dem Obersten Militärgerichtshof in Wien zugeteilt und am 20. Juni 1914 dessen Vizepräsident.

### Erster Weltkrieg

Waffenstillstandsunterzeichnung zwischen Montenegro und Österreich-Ungarn am 25. Januar 1916 (ganz rechts: Viktor Weber Edler von Webenau)

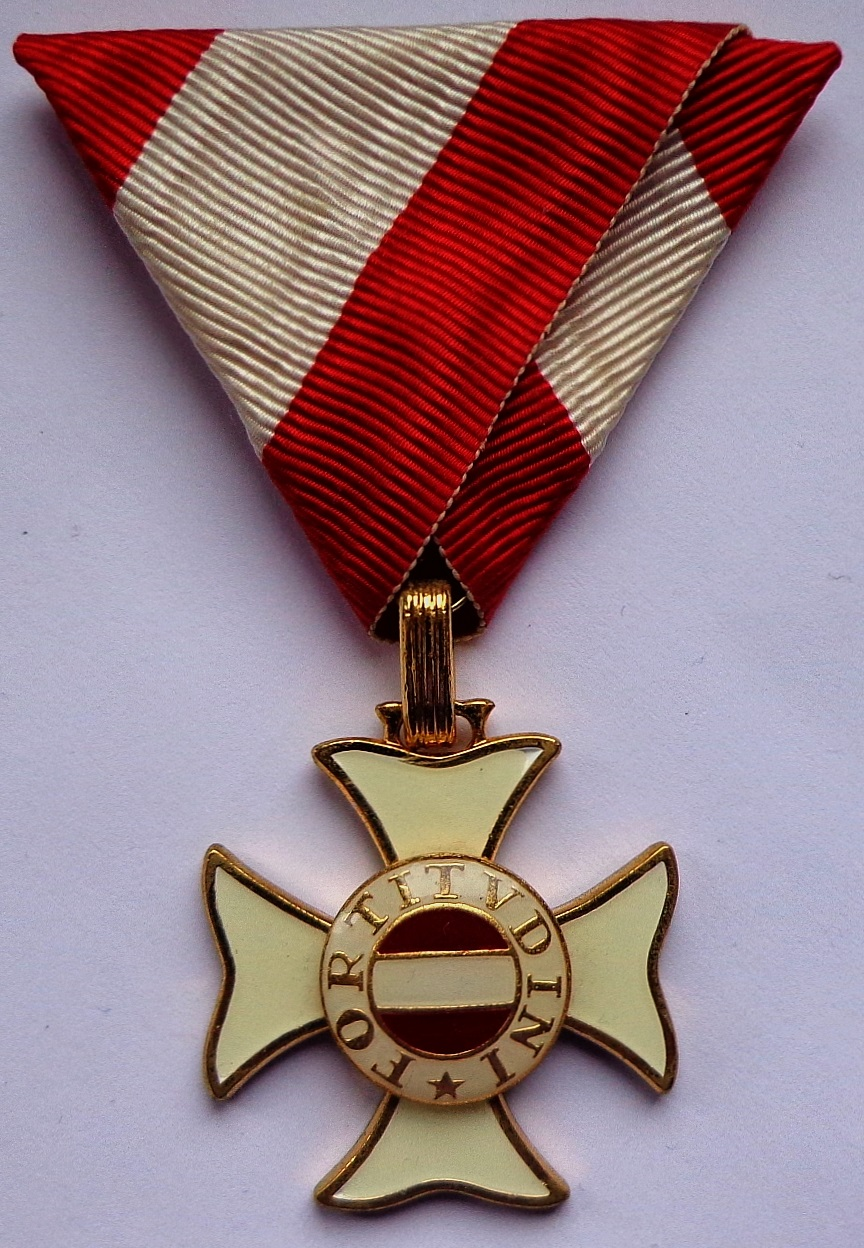
Ritterkreuz des Militär-Maria-Theresien-Ordens

Nachdem er am 1. August 1914 zum Feldmarschallleutnant ernannt worden war, ersetzte er Feldmarschallleutnant Friedrich Novak und bekam das Kommando der 47. Infanteriedivision, die in Cattaro stationiert war. Mit seiner Division war er für die Verteidigung dieses wichtigen österreich-ungarischen Marinestützpunktes in der Nähe der montenegrinischen Grenze gegen Land- und Seeangriffe verantwortlich. Unter dem Gesamtkommando des Generals der Infanterie Stephan Sarkotic führte er im XIX. Korps von Feldmarschallleutnant Ignaz Trollmann im Jänner 1916 die 47. Infanteriedivision im Feldzug gegen Montenegro, der mit der Erstürmung des strategisch wichtigen montenegrinischen Berges Lovćen, der über der Bucht von Cattaro liegt, begann.
Am Morgen des 8. Jänner 1916 begann das Eröffnungsfeuer der unterstützenden Artillerie (einschließlich Seegeschützfeuer) und gleichzeitig startete der Sturmangriff der vier Gebirgsbrigaden seiner verstärkten 47. Infanteriedivision.
In kurzer Folge wurden unter der persönlichen Leitung von Divisionskommandant Weber wichtige Geländepunkte eingenommen. Als der Sturmangriff vom Maschinengewehrfeuer des Feindes unterbrochen wurde und der Vormarsch das unterstützende Geschützfeuer überholte, stationierte Weber persönlich eine Berggeschützbatterie, die die montenegrinische Geschützstellung zerstörte. Der Vormarsch wurde fortgesetzt und innerhalb von 48 Stunden wurden der Krstacsattel und der Lovćengipfel erobert. Für diesen Erfolg und das Führen der 47. Infanteriedivision während der Lovćenoperation wurde Viktor Weber Edler von Webenau bei der 189. Verleihung durch das Ordenskapitel am 27. Juni 1922 wegen außerordentlicher Tapferkeit mit dem Ritterkreuz des Maria Theresia-Ordens ausgezeichnet.
Nach der Waffenstillstandsunterzeichnung mit Montenegro am 25. Jänner 1916 wurde Weber, der auch die Waffenstillstandsverhandlungen geleitet hatte, am 26. Februar 1916 Militär-Generalgouverneur im besetzten Montenegro. Diese Position hatte er bis zum 10. Juli 1917 inne. Als Kommandant der 47. Infanteriedivision löste ihn im Februar 1916 Feldmarschallleutnant Rudolf Braun ab. Sein Nachfolger als montenegrinischer Militär-Generalgouverneur wurde der soeben vom Kaiser abberufene österreichische Ministerpräsident Heinrich Graf Clam-Martinic.
Zurückkehrend zu Feldaufgaben, folgte er Generaloberst Karl Křitek als Kommandant des X. Korps an der Ostfront (bis er vorübergehend im Februar 1918 von Feldmarschallleutnant Franz Kanik entlastet wurde) und wurde schließlich am 1. November 1917 zum General der Infanterie ernannt. Das X. Korps wurde in 4. Generalkommando umbenannt und Weber erhielt das Kommando im April 1918 für wenige Wochen neuerlich, bevor es im Mai an Feldzeugmeister Heinrich Goiginger übertrug.
Weber wurde daraufhin im Mai 1918 als Nachfolger von Feldmarschallleutnant Ferdinand Kosak zum kommandierenden General des XVIII. Korps ernannt, aber bereits im Juli 1918 zum Kommandanten des VI. Korps bestellt, wo er General der Infanterie Ernst Kletter Edler von Gromnik ersetzte, und blieb in diesem Kommando bis Oktober 1918. Seine sprunghaften, kurzfristigen Versetzungen in den letzten beiden Kriegsjahren lassen auf Führungsunsicherheiten im Armeeoberkommando schließen, das damals von Kaiser Karl I. persönlich geleitet wurde.

### Leitung der österreichisch-ungarischen Waffenstillstandskommission
Während der Schlacht von Vittorio Veneto wurde Weber zum Leiter der österreich-ungarischen Waffenstillstandskommission bestellt, die den Auftrag hatte, mit den Italienern einen Waffenstillstand zu vereinbaren. Die Monarchie war militärisch und versorgungsmäßig erschöpft, die Völker der Monarchie strebten auseinander und weiterer Kampf erschien aussichtslos: Der Krieg gegen Italien war für Österreich-Ungarn nicht mehr zu gewinnen, obwohl die Truppen nach der Zwölften Isonzoschlacht weite Teile Nordostitaliens besetzt hielten.
Die Kommission, Anfang Oktober gebildet, bezog am 28. Oktober 1918 ihr Hauptquartier in Trient im damaligen Welschtirol.
Der Waffenstillstand von Villa Giusti (bei Padua), den sie am 3. November 1918 unterzeichnete und der am 4. November in Kraft trat, entsprach auf Grund der harten Bedingungen der Kriegsgegner eher einer bedingungslosen Kapitulation. Die Gegner wollten, die Schwäche Österreich-Ungarns wahrnehmend, über ihre Bedingungen nicht verhandeln; der spätere Ministerpräsident und Mussolini-Nachfolger Pietro Badoglio führte die Entente-Delegation. Die österreichisch-ungarische Seite stimmte der Räumung Tirols bis an die Brenner- und Reschenscheidecklinie zu, ebenso der Räumung des Kanaltals, Triests, Istriens und Dalmatiens. Sie stimmte unter Protest General Webers weiter zu, dass Ententetruppen sich auf österreichisch-ungarischem Gebiet frei bewegen durften.
Die Meldung, der Waffenstillstand sei geschlossen worden, veranlasste Teile der österreichischen Truppen, ihre Waffen sofort und damit bis zu 36 Stunden vor den italienischen Truppen ruhen zu lassen. Dies beruhte einerseits auf der enormen Erschöpfung der Truppen der Monarchie, die in Wunschdenken resultierte, und andererseits darauf, dass die Befehlskette vom Armeeoberkommando zu den Truppen nicht mehr einwandfrei funktionierte. Die italienische Armee konnte auf Grund dessen weite Gebiete kampflos besetzen und nahm auf diese Weise vor Inkrafttreten des Waffenstillstands rund 350.000 österreich-ungarische Soldaten gefangen, was viele durch die mangelnde Versorgung in den nächsten Monaten das Leben kostete. Nur die Isonzo-Armee konnte sich erfolgreich zurückzuziehen und dadurch zum größten Teil einer Gefangennahme entgehen.
General Weber unterzeichnete den Waffenstillstand, bevor die Zustimmung des Armeeoberkommandos eintraf.

### Nachkriegszeit
Nach Kriegsende trat General der Infanterie Weber im Jänner 1919 in den Ruhestand. Obwohl er die ungarische Staatsbürgerschaft behielt, lebte er hauptsächlich in Meran, Wiesbaden und in der Schweiz. Er starb am 6. Mai 1932 in Innsbruck.

### Familie
Von 1886 bis 1899 war er mit Therese, geborene Baumgartner verheiratet. Aus der Ehe gingen zwei Kinder hervor:
1. Norbert (* 7. Juli 1886 in Tarvis; † 26. August 1914), Oberleutnant, gefallen in Galizien
2. Guido (* 13. September 1887 in Tarvis), Leutnant der Kaiserjäger, Apotheker in Innsbruck

Nach seiner Scheidung heiratete er 1901 Anna Hebenstreit.